# Pasi Hyvärinen
Pasi Hyvärinen (ur. 22 listopada 1987 w Jyväskylä) – fiński siatkarz, reprezentant kraju, występujący obecnie w drużynie GFCO Ajaccio. Wraz ze swoją reprezentacją występował w Lidze Światowej 2007, 2008, 2009, 2010 i 2011.

## Kariera
- 2005–2007 Keski-Savon Pateri
- 2007–2010 Muuramen Lentopallo
- 2010–2011 GFCO Ajaccio
- 2011-? Kyyjärven Kyky